# Ковингтън (окръг, Алабама)
Окръг Ковингтън (на английски: Covington County) е окръг в щата Алабама, Съединени американски щати. Площта му е 2704 km², а населението – 37 729 души (2016). Административен център е град Андалуша.